# رئيس أركان البحرية الوطنية (تونس)
رئيس أركان البحرية الوطنية التونسية، هو قانونيا الضابط العسكري الأعلى رتبة في البحرية الوطنية التونسية.

## قائمة الرؤساء
| الصورة | الاسم                   | بداية العهدة  | نهاية العهدة  |
| ------ | ----------------------- | ------------- | ------------- |
|        | محمد الشاذلي الشريف     | 1 أغسطس 1989  | ؟             |
|        | العميد طارق فوزي العربي | 23 يوليو 2003 | ؟             |
|        | محمد خماسي              | ؟             | 1 أكتوبر 2015 |
|        | عبد الرؤوف عطا الله     | 1 أكتوبر 2015 | 13 مايو 2020  |
|        | عادل جهان               | 13 مايو 2020  | الآن          |